# Land Rover Discovery
Land Rover Discovery je off-road vyráběný britskou automobilkou Land Rover.

## První generace

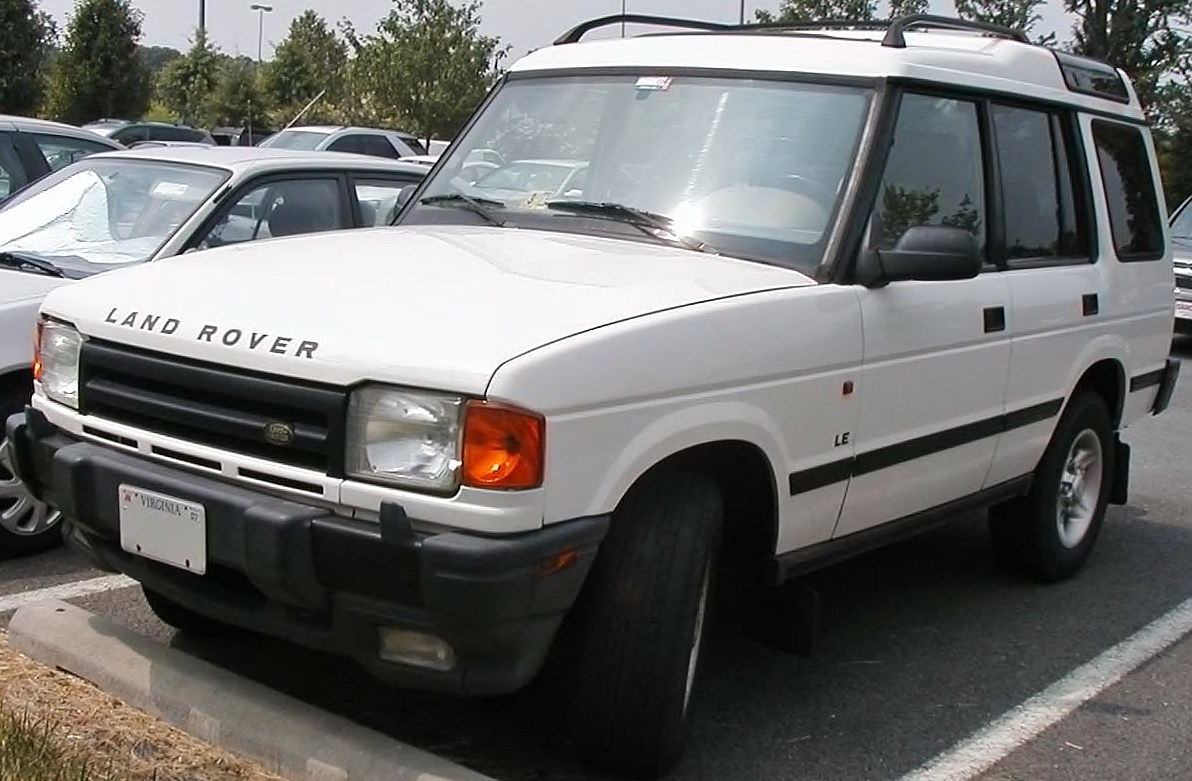
První generace Land Rover Discovery

První generace byla představena roku 1989 v Británii. Vyráběla se do roku 1999.

## Druhá generace

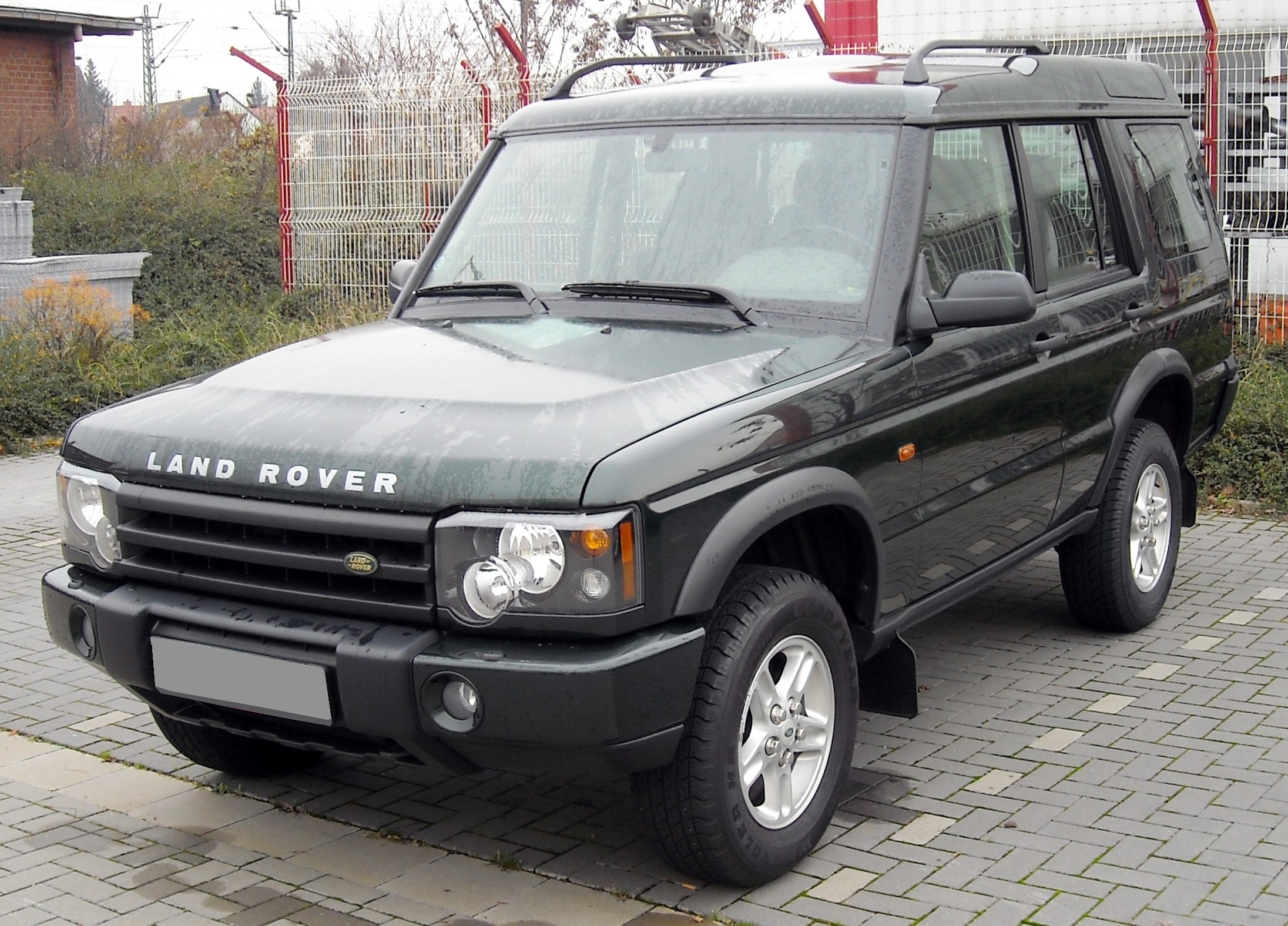
Druhá generace Land Rover Discovery

Druhá generace se začala vyrábět roku 1999 a přestala na konci roku 2004.
Motory:
Td5 – podrobné technické informace: Td5inside.com
Přímý vstřik paliva, přeplňovaný turbodmychadlem s mezichladičem stlačeného vzduchu.
- Objem: 2495 ccm
- Ventilový rozvod: OHC
- Počet válců: 5
- Výkon: 139 hp (102 kW) při 4200 ot./min
- Točivý moment: 300 Nm při 1950 ot./min
- Vrtání × zdvih: 84,45 mm × 88,95 mm

4.0 V8
- Objem: 3950 ccm
- Ventilový rozvod: OHV
- Počet válců: 8
- Výkon: 188 hp (140 kW) při 4750 ot./min
- Točivý moment: 340 Nm při 2600 ot./min
- Vrtání × zdvih: 94 mm × 71 mm

4.6 V8
- Objem: 4552 ccm
- Ventilový rozvod: OHV
- Počet válců: 8
- Výkon: 222 hp (166 kW) při 4750 ot./min
- Točivý moment: 407 Nm při 2600 ot./min
- Vrtání × zdvih: 94 mm × 82 mm

## Třetí generace

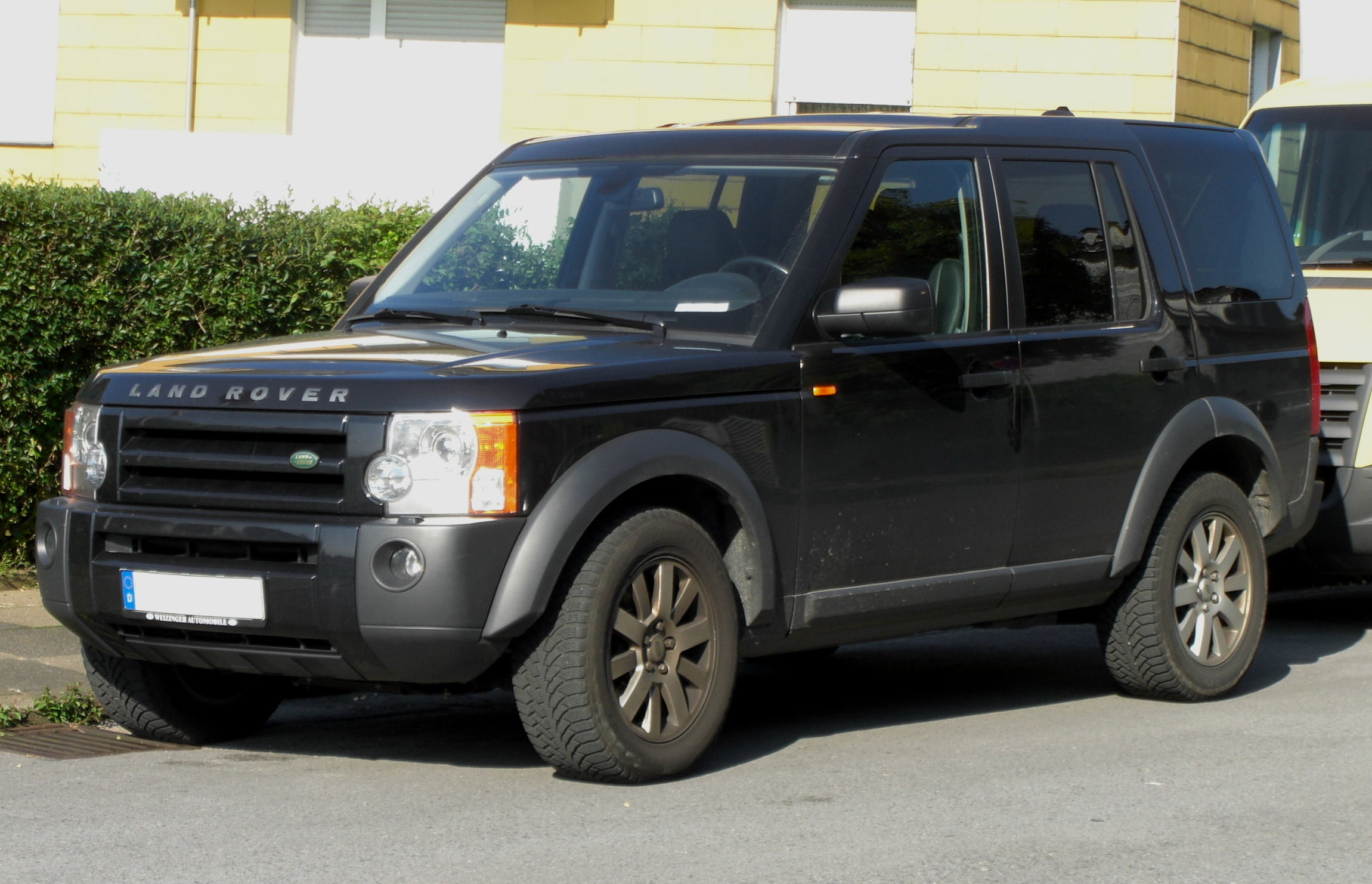
Třetí generace Land Rover Discovery

Třetí generace byla představena v roce 2004 na autosalónu v Detroitu. Má typický design, který vyvinul Geoff Upexx. Do výroby se dostala ve druhé polovině roku 2004. Dodává se motorem 2.7 TDV6, nebo 4.4 V8 (Pro Ameriku byl ještě 4.0 V6 benzin).
Motor TDV6 je dieselový motor s objemem 2,7 l. Používá ho rovněž např. Jaguar S-type. Vznikl ze spolupráci koncernu Ford a PSA Peugeot Citroen. Udávaná spotřeba je 9,4 l, běžná se pohybuje mezi 11 l (mimo město) až 13 l (město).
Motor V8 je zážehový. Tento osmiválcový motor je určen hlavně pro USA. Má objem 4,4 l a spotřeba v městě je okolo 20 l. Kombinovaná spotřeba je 15 l. Výkon je 299 k.
Discovery 3 je i relativně bezpečný automobil. V testech EUROncap získal 4 z pěti hvězdiček a v testech opěrek hlav dostal 2. nejlepší hodnocení.

### Motor a pohon
- Objem: 2,7 l
- Druh motoru: vznětový
- Palivo: motorová nafta
- Objem válců: 2720 cm³
- Počet válců: 6
- Max. výkon kW/HP/ot: 140/190/4000
- Max. toč. m. Nm/ot: 440/1900
- Poháněná náprava: 4×4
- Max. rychlost: 190 km/h
- Zrychlení 0–100 km/h: 8,50 s
- Převodovka: manuální/automatická
- Počet rychlostních stupňů: 6/6

## Čtvrtá generace
Čtvrtá generace se dostala na trh 1. září 2009. V roce 2012 dostala novou osmistupňovou převodovku ZF s novým výsuvným ovladačem Drive Select. Karoserie je totožná s modelem Discovery 3 neboli LR3. Hlavní změny exteriéru jsou: jiná přední maska, jiný přední nárazník, boční sání vzduchu a přední i zadní světla. Změněna byla i motorizace z původního 2,7 TDV6 140 kW se stala 3.0 TDV6 155 kW a přibyl 3.0 SDV6 188 kW